# Затін
Затін (словац. Zatín) — село в окрузі Требішов Кошицького краю Словаччини. Площа села 21,78 км². Станом на 31 грудня 2016 року в селі проживало 803 жителі.

## Історія
Перші згадки про село датуються 1233 роком.

## Географія
Протікає Північний радський канал і Західний лелеський канал.

## Населення
| Рік:            | 1994. | 2004.   | 2014.   | 2024.    |
| --------------- | ----- | ------- | ------- | -------- |
| Кількість осіб: | 797   | 787     | 810     | 727      |
| Різниця:        |       | -1,25 % | +2,92 % | -10,24 % |

| Рік:            | 2023. | 2024.   |
| --------------- | ----- | ------- |
| Кількість осіб: | 726   | 727     |
| Різниця:        |       | +0,13 % |